# 薛子正
薛子正（1905年—1980年7月3日），四川省梁山县（今重庆市梁平县）人，中国共产党及中华人民共和国官员。

## 生平
1905年，薛子正出生在四川省梁山县（今重庆市梁平县）礼让镇。早年曾在武昌、南京等地读书，后来在上海大学学习。1925年参加中国共青团，1926年加入中国共产党。1927年参加上海工人武装起义。同年四·一二事件后，中国共产党派他到苏联莫斯科东方大学、列宁格勒军政学院学习。
回到中国后，1930年秋，任赣东北红军第十军团长。1931年到闽北，历任闽北苏区特委委员、福建军区司令部副参谋长。1934年又分配到江西军区，任江西军区参谋长等职，任至1935年秋。抗日战争时期，开始在八路军武汉办事处工作，后随叶剑英到南岳游击训练班任教官。1940年5月到八路军重庆办事处，在中共中央南方局军事小组工作。第二次国共内战初期，1946年至1947年春，在北平军调处执行部任处长、参谋长，任内协助叶剑英揭露美国同蒋介石的内战阴谋，争取团结爱国民主人士，受到了周恩来、叶剑英的表扬。1948年，任晋察冀军区军政大学办公室主任。
中华人民共和国成立后，薛子正历任北京市人民政府秘书长、副市长，任内学习城市管理经验，投身北京市城市改造和建设工作。后来历任中华人民共和国国家经济委员会副主任、中共中央统战部副部长兼秘书长等职。他是中国共产党第八届中央监察委员会候补委员。文革期间，他对老干部受到政治诬陷和迫害极为愤懑，进行了坚决抵制和斗争。文革结束后，他出任政协全国委员会常务委员、第一副秘书长，政协全国委员会机关党组副书记。
1980年7月3日，薛子正在北京病逝，享年75岁。1980年7月16日，薛子正同志追悼会在北京全国政协礼堂举行，追悼会由乌兰夫主持，刘澜涛致悼词。

## 著作
- 《论运动战》
- 《论太平洋战局》
- 《从大陆上击败日本》
- 《红军英勇战斗的一年》

## 家庭
- 养子：薛蛮子，原名薛必群，美籍华人，天使投资人[3]。